# Chlorobenzène
Le chlorobenzène est un composé aromatique halogéné de formule chimique brute C6H5Cl, constitué d'un noyau benzénique substitué par un atome de chlore. 

## Histoire
Il a été préparé pour la première fois en 1851 par réaction du phénol et du pentachlorure de phosphore. Il a notamment, au début du XXe siècle et durant la Première Guerre mondiale, servi à fabriquer la mélinite (acide picrique), explosif très puissant, le plus utilisé à l'époque.
Dès 1960, sa production a décliné aux États-Unis, au profit du cumène (utilisé pour synthétiser le phénol) et à la suite de l'abandon progressif du DDT.

## Propriétés physico-chimiques
Ce liquide incolore, inflammable et nocif, est presque insoluble dans l'eau, mais soluble dans les produits organiques. 
Sa température de vaporisation est de 132 °C, mais il forme avec 28,4 % d'eau un azéotrope qui bout à 90 °C.

## Production et synthèse
Il est produit par chloration catalysée du benzène (catalyseur : chlorure ferrique, stannique ou alumineux), qui donne un mélange de chlorobenzène, dichlorobenzène et d'autres corps chimiques proches, qui sont ensuite séparés par distillation puis cristallisation. Le chlorobenzène commercialisé au Canada contenait au début des années 2000 environ 1 % d'impuretés qui sont surtout du dichlorobenzène et moindrement du benzène.

## Utilisation
Le chlorobenzène est (ou a été) utilisé comme intermédiaire de synthèse en chimie, notamment pour fabriquer des pesticides, dont le DDT obtenu par réaction avec du trichloroacétaldéhyde... et des désherbants ou fongicides (antimite notamment). Note : Le DDT est aujourd'hui interdit ou fortement réglementé. 

Il a été très utilisé pour produire le phénol, l’aniline et comme solvant (nettoyage des graisses). 

Dans les réactions de substitution électrophile, c'est un ortho-para directeur désactivant.

## Producteurs
L'ESIS, en 2005 citait pour l'Europe : Bayer, BASF (Allemagne), Monsanto (Belgique), Zeneca (Royaume-Uni). Le site français de l’usine Arkema, à Jarrie a fermé en 2002.

## Sécurité
C'est une substance nocive, à manipuler avec précautions. Sa limite d'exposition professionnelle est fixée en France à 10 ppm, soit 46 mg·m-3 d'air.
En France, La teneur limite mensuelle des rejets est de 4 mg·l-1 (si le rejet dépasse 10 g par jour). La norme française « qualité des eaux » pour le chlorobenzène est 32 μg·l-1 .
Son utilisation est règlementée en France et dans de nombreux pays.